# Evangeline Lilly
Nicole Evangeline Lilly (ur. 3 sierpnia 1979 w Fort Saskatchewan w Albercie) – kanadyjska aktorka i modelka.
Popularność zapewnił jej serial Lost. Wcieliła się w nim w postać uciekinierki Katherine „Kate” Austen. Za tę rolę była nominowana przez pięć kolejnych lat od 2005 do nagrody Saturna dla najlepszej aktorki. W sumie za tę rolę nominowana była w różnych konkursach i w różnych latach do 27 nagród. Kolejne nominacje miała za drugoplanową rolę w filmie The Hurt Locker. W pułapce wojny, a także za rolę Tauriel w Hobbit: Pustkowie Smauga.
Uzyskała dyplom ze stosunków międzynarodowych na Uniwersytecie Kolumbii Brytyjskiej. 

## Filmografia
- 2002–2004: Tajemnice Smallville (Smallville) jako dziewczyna Wade’a
- 2003: Lizzie McGuire (The Lizzie McGuire Movie) jako policjantka (nie występuje w napisach)
- 2003: Porwanie Sinatry (Stealing Sinatra) jako modelka w reklamie (nie występuje w napisach)
- 2003: Freddy kontra Jason (Freddy vs. Jason) jako uczennica (nie występuje w napisach)
- 2003: Prawdziwe powołanie (Tru Calling) jako gość na imprezie
- 2004: Szpital „Królestwo” (Kingdom Hospital) jako dziewczyna Bensona
- 2004–2010: Zagubieni (Lost) jako Katherine „Kate” Austen
- 2005: Szalony weekend (The Long Weekend) jako Simone
- 2008: The Hurt Locker. W pułapce wojny (The Hurt Locker) jako Connie James
- 2008: Potem (Afterwards) jako Claire
- 2011: Giganci ze stali (Real Steel) jako Bailey Tallet
- 2013: Hobbit: Pustkowie Smauga (The Hobbit:The Desolation of Smaug) jako Tauriel
- 2014: Hobbit: Bitwa Pięciu Armii (The Hobbit:The Battle of the Five Armies) jako Tauriel
- 2015: Ant-Man jako Hope Van Dyne
- 2018: Ant-Man i Osa (Ant-Man and the Wasp) jako Hope Van Dyne / Osa
- 2019: Avengers: Koniec gry (Avengers: Endgame) jako Hope Van Dyne / Osa
- 2023: Ant-Man i Osa: Kwantomania (Ant-Man and the Wasp: Quantumania) jako Hope Van Dyne / Osa

## Nagrody
- Nagroda Gildii Aktorów Ekranowych Najlepsza obsada serialu dramatycznego: 2006 Zagubieni